# Šimon Roháček
Šimon Roháček (10. září 1873 Stará Turá — 24. února 1934 Bratislava) byl slovenský a československý podnikatel, tiskař, typograf, publicista, politik a senátor Národního shromáždění ČSR za Slovenskou národní a rolnickou stranu, respektive za Republikánskou stranu zemědělského a malorolnického lidu (agrárníky), se kterou Slovenská národní a rolnická strana později během volebního období splynula.

## Biografie
V letech 1879–1883 navštěvoval školu v rodné obci Stará Turá, pak do roku 1887 studoval české gymnázium v Uherském Hradišti a vyučil se typografem v tiskárně K. Salvy v Ružomberku. Působil pak jako tiskař v několika podnicích v Praze a později opět na Slovensku. V letech 1900–1932 byl majitelem tiskárny, knihkupectví a obchodu s papírem v Modre. Byl aktivní ve veřejném životě. Jeho tiskárna publikovala jen v období let 1900–1914 okolo 120 titulů, zejména evangelické provenience. Vydával knihy a politické brožury, organizoval ochotnické divadlo. V jeho podniku se tiskla periodika Dennica (1903–1907), Dolnozemský Slovák (1902–1914), Považské noviny (1902–1904), Stráž na Sione (1900–1915), Svetlo (1907–1914), Živý kresťan (1909–1910). Byl členem dozorčí rady Tatra banky. Angažoval se i politicky v Slovenské národní straně a byl jejím jednatelem v Modre. Během první světové války byl pod policejním dozorem a v letech 1914–1915 byl internován.
Byl stoupencem česko-slovenské vzájemnosti. Po vzniku Československa se v letech 1918–1919 stal okresním náčelníkem v Modre, v letech 1919–1934 působil jako správce Slovenské tiskárny v Bratislavě. Přispíval do četných periodik.
Na počátku 20. let byl členem Slovenské národní a rolnické strany (SNaRS) a v březnu 1920 se uvádělo, že za ni bude kandidovat v parlamentních volbách v roce 1920 do senátu. Byl pak skutečně zvolen, přičemž SNaRS se roku 1922 sloučila do celostátní Republikánské strany zemědělského a malorolnického lidu. Mandát obhájil v parlamentních volbách v roce 1925. V senátu zasedal do roku 1929. Profesí byl knihtiskařem v Modre.